# NGC 5069
NGC 5069 (NGC 5066) je spiralna galaktika u zviježđu Djevici. Naknadno je utvrđeno da je NGC 5066 ista galaktika.

## Vanjske poveznice
- (engl.) SEDS: NGC 5069
- (engl.) Revidirani Novi opći katalog
- (engl.) Izvangalaktička baza podataka NASA-e i IPAC-a
- (engl.) Astronomska baza podataka SIMBAD
- (engl.) VizieR